# Linaria azerbaijanensis
Linaria azerbaijanensis är en grobladsväxtart som beskrevs av Hamdi och Assadi. Linaria azerbaijanensis ingår i släktet sporrar, och familjen grobladsväxter. Inga underarter finns listade i Catalogue of Life.